# 忘れられたワルツ
忘れられたワルツ（フランス語:Valse oubliée, ドイツ語:Vergessener Walzer, サール番号:S.215）はフランツ・リストの作曲したピアノ曲。全4曲存在する。

## 概要
リスト晩年の1881年から1884年にかけて作曲された。題名の由来ははっきりしていないが、リスト自身が出版社に提案したもので、レスリー・ハワードはこの題名が「過ぎ去った時代や喜びの幻影を示唆する」ものと述べている。1848年に書かれた元稿を再利用した『忘れられたロマンス』（Romance oubliée, S. 527）を1880年に書いたことで、リストの関心が過去に向いていたとも考えられている。
晩年のリスト作品の特徴である書法の簡素さ、調性の希薄さはここでも見られ、大胆な転調、旋法や増三和音、解決されない不協和音の多用によって浮遊的な響きが作り出されている。ただし調性的な響きを持つ場所も多く、リズムや音形は定型的なワルツの書法に則っているため、挑発的な『メフィスト・ワルツ』連作と比べると穏やかな曲調を持つ。

## 各曲の詳細

### 忘れられたワルツ 第1番
自筆譜には1881年7月23日作曲と記されており、年内に単独の作品として出版されている。リストは7月2日にヴァイマルの家の階段から落ちて大怪我を負っており、その療養の過程で本作が書かれた。4曲の中で最も演奏機会が多く、フェルッチョ・ブゾーニによるチェロとピアノのためのものを始め編曲も複数存在する。曲はアレグロ、嬰ヘ長調、3/4拍子。演奏時間は3分程度。刺激的な序奏に続いて、分散和音を中心にした優美な主題が流れ出す。和声的には七の和音が効果的に用いられている。最後には冒頭主題の断片が単音で現れ、属音で終わる。

### 忘れられたワルツ 第2番
1883年7月に作曲された。アレグロ・ヴィヴァーチェ、変イ長調、3/4拍子。演奏時間は6分程度。特徴的なリズムを持つ動機が敷衍されて始まる。調性感は比較的明瞭で、華やかなテクスチュアを持つ。六度重音のパッセージが頻出するが、これはリストがヴィルトゥオーゾ時代に書いた『華麗なるワルツ』（"Valse de bravoure", S214/1）と関連している。

### 忘れられたワルツ 第3番
おそらく1883年作曲。第2番と第3番は、第1番のリプリントと同時に1884年3月に出版され、メイエンドルフ男爵夫人（Baroness Olga Von Meyendorff）に献呈された。アレグロ・ノン・トロッポ、変ニ長調、3/4拍子。演奏時間は5-6分程度。九の和音が多用され、夢幻的な、印象派風の響きを作り出す。冒頭と終結には変ヘ長調の謎めいた響きが顔を出す。自筆譜には終結部の初稿（S.215/3a）が残されており、そこでは変ヘ長調の和音がはっきりと打たれて終わる。

### 忘れられたワルツ 第4番
リストは「第3番」に続くワルツを一度書いている（S.695d）が、これは未完成のまま放棄され、1884年半ばに本作が書かれた。文字通り長らく「忘れられた」作品で、1954年に発見され初めて出版された。アレグロ、ホ長調、3/4拍子。演奏時間は4分程度。前半では第3番と共通する上行音形が活用され、後半には"Pomposo"（盛大に）と指定された楽節も現れる。終結和音は主音の上に属七の和音を加えたもので、謎めいた締めくくりを迎える。